# Камерата Корнело
Камерата Корнело (итал. Camerata Cornello) је насеље у Италији у округу Бергамо, региону Ломбардија.
Према процени из 2011. у насељу је живело 626 становника. Насеље се налази на надморској висини од 497 м.

## Становништво
| 1936. | 1951. | 1961. | 1971. | 1981. | 1991. | 2001. | 2011. |
| ----- | ----- | ----- | ----- | ----- | ----- | ----- | ----- |
| 801   | 912   | 751   | 616   | 533   | 544   | 594   | 627   |